# Tulipe de Crète
Espèce
Classification phylogénétique
La Tulipe de Crète (Tulipa saxatilis) est une espèce de plante de la famille des Liliacées, endémique de la mer Égée.